# Cyanocorax beecheii
Cyanocorax beecheii là một loài chim trong họ Corvidae.

## Hình ảnh

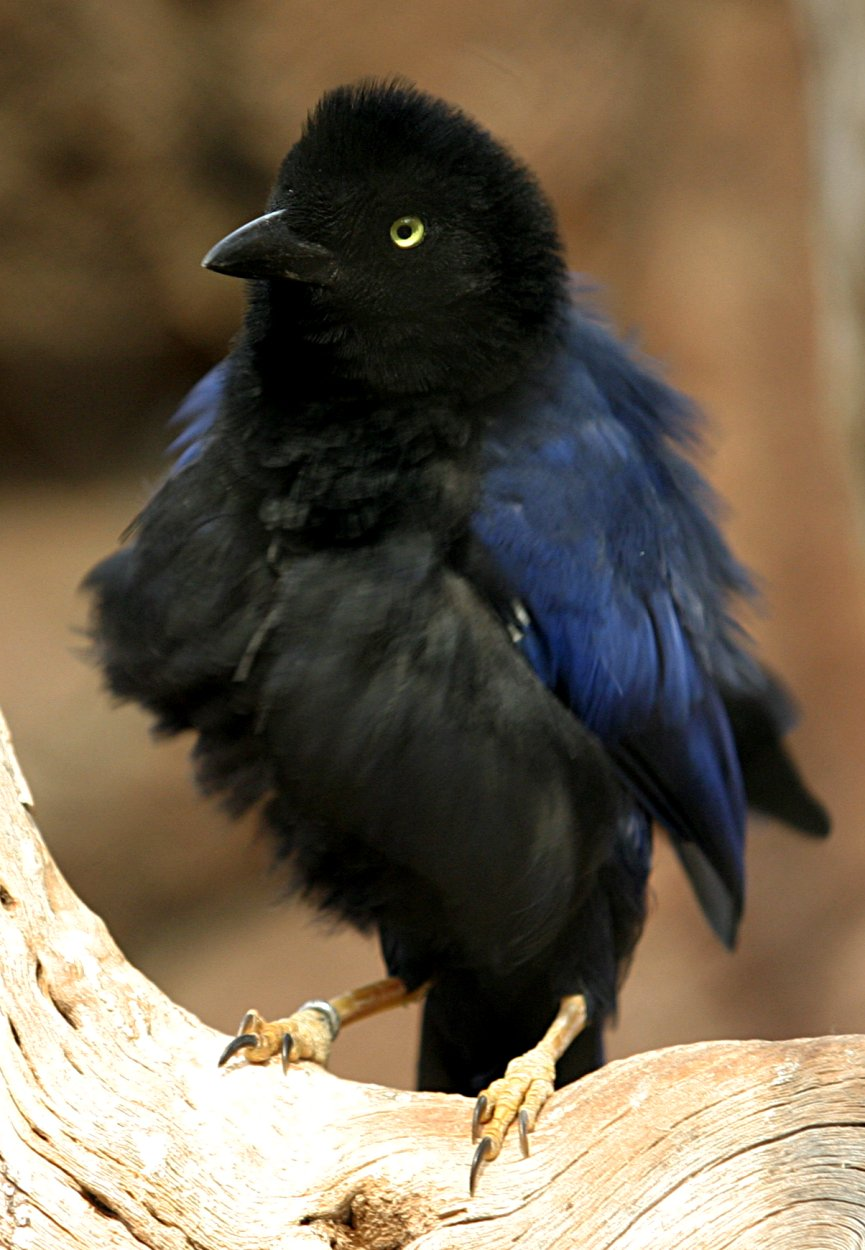
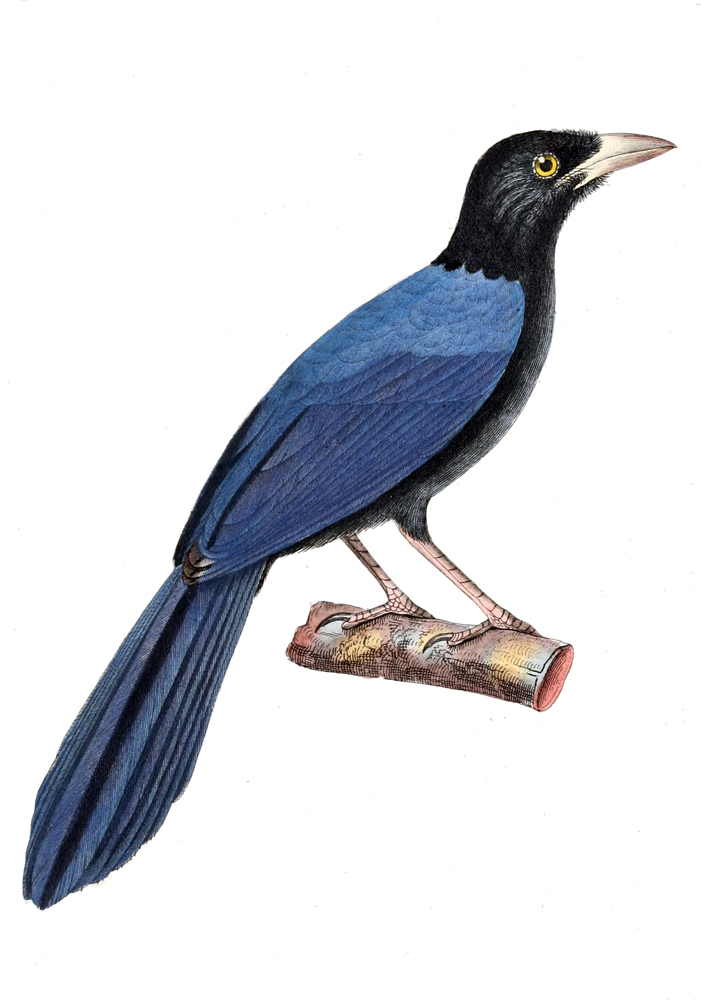